# Akona Ndungane

a Compétitions nationales et continentales officielles uniquement.

b Matchs officiels uniquement.
Dernière mise à jour le 6 janvier 2017.
 Akona Zilindlovu Ndungane, né le 20 février 1981 à Umtata (Transkei), est un joueur sud-africain de rugby à XV évoluant au poste d'ailier. Il joue avec l'équipe d'Afrique du Sud depuis 2006 et dans le Super 15 avec les Bulls.

## Biographie

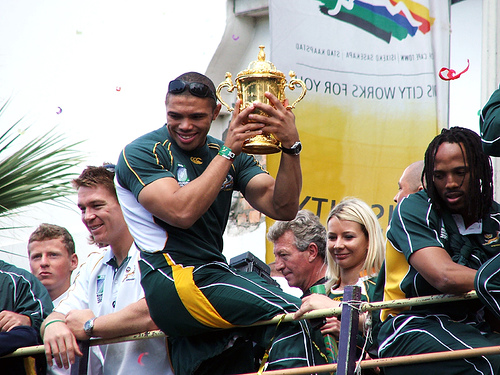
Akona Ndungane à droite

### En club
Akona Ndungane évolue en Currie Cup avec les Border Bulldogs avant d'être prêté aux Blue Bulls deux ans. En 2005, il débute dans le Super 12 avec les Bulls et il réussit 7 essais en 11 matchs. En 2006, il joue 13 matchs (3 essais inscrits) dans le Super 14 et 14 matchs en 2007 (un seul essai). 2007 est une grande année. Akona Ndungane participe à la bonne saison des Bulls en Super 14, compétition qu'ils remportent après avoir commencé lentement pour finir en trombe. Ils affrontent en finale d'autres Sud-africains, les Sharks. Ils remportent le Super 15 dans les arrêts de jeu.

### En équipe nationale
Akona Ndungane dispute à 25 ans son premier test match le 15 juillet 2006 contre les Wallabies. Il joue cinq matchs du Tri-nations 2006. Il est retenu en 2007 dans le groupe des 30 Springboks pour la Coupe du monde de rugby 2007. Pour la Coupe du monde de rugby à XV 2007, Akona Ndungane n'est aligné que contre la modeste équipe des États-Unis, il est cependant champion du monde avec les Springboks. 

## Palmarès
- Victoire dans le Super 14 avec les Bulls  en 2007
- Champion du monde 2007 avec l'Afrique du Sud

## Statistiques en équipe nationale
- 11 test matchs avec l'équipe d'Afrique du Sud
- 5 points (1 essai)
- Sélections par année : 7 en 2006, 4 en 2007
- participation au Tri-nations 2006
- En coupe du monde :
  - 2007 : 1 sélection (États-Unis)